# Championnat de Suisse de hockey sur glace 1948-1949
Saison précédente Saison suivante
La saison 1948-1949 est la 40e saison du championnat de Suisse de hockey sur glace.

## Ligue nationale A

### Première phase

#### Groupe 1
| Clt   | Équipe                  | PJ | V | D | N | BP | BC | Diff | Pts |
| ----- | ----------------------- | -- | - | - | - | -- | -- | ---- | --- |
| +001, | Zürcher SC              | 6  | 6 | 0 | 0 | 57 | 19 | +38  | 12  |
| +002, | HC Arosa                | 6  | 3 | 2 | 1 | 44 | 36 | +8   | 7   |
| +003, | Young Sprinters HC      | 6  | 2 | 3 | 1 | 30 | 39 | -9   | 5   |
| +004, | Grasshopper Club Zurich | 6  | 0 | 6 | 0 | 18 | 58 | -40  | 0   |

- En gras : qualifié pour la poule finale
- En italique : en tour de relégation

#### Groupe 2
| Clt   | Équipe           | PJ | V | D | N | BP | BC | Diff | Pts |
| ----- | ---------------- | -- | - | - | - | -- | -- | ---- | --- |
| +001, | HC Bâle-Rotweiss | 6  | 4 | 0 | 2 | 28 | 19 | +9   | 10  |
| +002, | HC Davos (T)     | 6  | 4 | 1 | 1 | 33 | 16 | +17  | 9   |
| +003, | CP Berne         | 6  | 2 | 4 | 0 | 28 | 29 | -1   | 4   |
| +004, | Montchoisi HC    | 6  | 0 | 5 | 1 | 16 | 41 | -25  | 1   |

- En gras : qualifié pour la poule finale
- En italique : en tour de relégation

### Poule finale
| Clt   | Équipe           | PJ | V | D | N | BP | BC | Diff | Pts |
| ----- | ---------------- | -- | - | - | - | -- | -- | ---- | --- |
| +001, | Zürcher SC       | 6  | 4 | 1 | 1 | 39 | 20 | +19  | 9   |
| +002, | HC Davos (T)     | 6  | 3 | 2 | 1 | 26 | 16 | +10  | 7   |
| +003, | HC Bâle-Rotweiss | 6  | 1 | 3 | 2 | 24 | 35 | -9   | 4   |
| +004, | HC Arosa         | 6  | 2 | 4 | 0 | 31 | 49 | -18  | 4   |

- En gras : champion de Suisse

Zurich remporte le 2e titre de son histoire.

### Tour de relégation
| Clt   | Équipe                  | PJ | V | D | N | BP | BC | Diff | Pts |
| ----- | ----------------------- | -- | - | - | - | -- | -- | ---- | --- |
| +001, | Young Sprinters HC      | 6  | 5 | 1 | 0 | 44 | 27 | +17  | 10  |
| +002, | CP Berne                | 6  | 4 | 2 | 0 | 40 | 32 | +8   | 8   |
| +003, | Montchoisi HC           | 6  | 2 | 3 | 1 | 24 | 35 | -11  | 5   |
| +004, | Grasshopper Club Zurich | 6  | 0 | 5 | 1 | 29 | 43 | -14  | 1   |

- En italique : en barrage de promotion/relégation LNA/LNB

### Barrage de promotion/relégation LNA/LNB
Il se joue le 27 février 1949, à Zurich :
- Grasshopper Club Zurich - HC Ambrì-Piotta 4-3

GC se maintient en LNA et Ambrì-Piotta reste en LNB.

## Ligue nationale B

### Groupe ouest
| Clt   | Équipe               | PJ | V | D | N | BP | BC | Diff | Pts |
| ----- | -------------------- | -- | - | - | - | -- | -- | ---- | --- |
| +001, | HC Viège             | 6  | 4 | 2 | 0 | 21 | 12 | +9   | 8   |
| +002, | HC La Chaux-de-Fonds | 6  | 3 | 3 | 0 | 23 | 31 | -8   | 6   |
| +003, | HC Bâle-Rotweiss II  | 6  | 2 | 3 | 1 | 16 | 23 | -7   | 5   |
| +004, | EHC Kloten           | 6  | 2 | 3 | 1 | 22 | 16 | +6   | 5   |

- En gras : qualifié pour la finale de LNB
- En italique : en barrage de maintien en LNB

### Groupe est
| Clt   | Équipe              | PJ | V | D | N | BP | BC | Diff | Pts |
| ----- | ------------------- | -- | - | - | - | -- | -- | ---- | --- |
| +001, | HC Ambrì-Piotta (T) | 6  | 5 | 1 | 0 | 32 | 18 | +14  | 10  |
| +002, | HC Coire            | 6  | 2 | 2 | 2 | 27 | 21 | +6   | 6   |
| +003, | EHC Thalwil         | 6  | 1 | 2 | 3 | 17 | 23 | -6   | 5   |
| +004, | HC Klosters         | 6  | 1 | 4 | 1 | 13 | 27 | -14  | 3   |

- En gras : qualifié pour la finale de LNB
- En italique : en barrage de maintien en LNB

### Finale
- HC Viège - HC Ambrì-Piotta 3-2
- HC Ambrì-Piotta - HC Viège 12-0
- HC Ambrì-Piotta - HC Viège 5-0 (forfait)

Ambrì-Piotta se qualifie pour le barrage de promotion/relégation LNA/LNB.

### Barrage de maintien en LNB
- HC Klosters - EHC Kloten 6-4
- EHC Kloten - HC Klosters 7-1
- EHC Kloten - HC Klosters 8-1

Kloten se maintient en LNB, alors que Klosters doit affronter le Zürcher SC II en barrage de promotion/relégation LNB/Série A.

### Barrage de promotion/relégation LNB/Série A
Il se joue le 6 mars 1949, à Flims :
- Zürcher SC II - HC Klosters 9-1

La réserve du club zurichois est promu aux dépens de l'équipe grisonne.